# Portal 80
El Portal 80 es una de las estaciones de cabecera o terminales del sistema de transporte masivo de Bogotá llamado TransMilenio, el cual fue inaugurado en el año 2000.

## Ubicación
El Portal 80 está ubicado en el sector noroccidental de la ciudad, más específicamente en la Avenida Medellín entre la Avenida Longitudinal de Occidente y la carrera 100. Su acceso peatonal está ubicado sobre la Carrera 100, al frente del Centro Comercial Portal 80.
Atiende la demanda de los barrios Bachue, Bochica, Villas del Madrigal, Garcés Navas, Villas de Granada, Ciudadela Colsubsidio, El Cortijo y sus alrededores.
En las cercanías están el Centro Comercial Portal 80, el Hospital de Engativá, el Parque San Andrés, la Parroquia San Basilio Magno, el Parque El Madrigal.

## Origen del nombre
La estación recibe su nombre por ser la estación de cabecera de la línea Calle 80 de TransMilenio.

## Historia
El 17 de diciembre del año 2000, se puso en funcionamiento el Portal 80 siendo la primera estación de cabecera del sistema TransMilenio.

## Servicios del portal

### Servicios troncales
| Tipo                                            | Rutas al Norte | Rutas al Sur | Rutas al Oriente |
| ----------------------------------------------- | -------------- | ------------ | ---------------- |
| Ruta fácil                                      |                |              | 6                |
| Expresos todos los días todo el día             | B10            | G22          |                  |
| Expresos lunes a sábado todo el día             |                | H20 H21      | J24              |
| Expresos lunes a viernes hora pico de la mañana | B55            |              |                  |
| Rutas que finalizan el recorrido en la estación |                |              |                  |
| Ruta fácil                                      | 6              | 6            | 6                |
| Expresos todos los días todo el día             | D10 D22        | D10 D22      | D10 D22          |
| Expresos lunes a sábado todo el día             | D20 D21 D24    | D20 D21 D24  | D20 D21 D24      |
| Expresos lunes a viernes hora pico de la tarde  | D55            | D55          | D55              |

### Esquema
|                             |                       | Calle 80              |       |              |       |       |       |                       |
| ← Sur                       | ← Sur                 | ← Sur                 | Túnel | ← Sur        | ← Sur | ← Sur | ← Sur | ← Sur                 |
| B10B55                      | Llegada troncales     |                       | Túnel |              | H20   | J24   | J24   | Llegada troncales     |
|                             |                       |                       | Túnel | Plataforma 1 |       |       |       |                       |
| 1.4                         | 1.5                   | 1.6 1.8               | Túnel | 1.10         | 1.3   | 1.2   | 1.7   | Llegada alimentadores |
| ← Sur                       | ← Sur                 | ← Sur                 | Túnel | ← Sur        | ← Sur | ← Sur | ← Sur | ← Sur                 |
|                             |                       |                       | Túnel |              |       |       |       |                       |
| ← Sur                       | ← Sur                 | ← Sur                 | Túnel | ← Sur        | ← Sur | ← Sur | ← Sur | ← Sur                 |
| 6H21                        | Llegada troncales     |                       | Túnel |              | G22   | G22   | G22   | Llegada troncales     |
|                             |                       |                       | Túnel | Plataforma 2 |       |       |       |                       |
| Subachoque Rosal Facatativá | Tenjo Tabio Cota Chía | Funza Mosquera Madrid | Túnel | 1.1          | 1.1   | 1.9   | 1.9   | Llegada alimentadores |
| ← Sur                       | ← Sur                 | ← Sur                 | Túnel | ← Sur        | ← Sur | ← Sur | ← Sur | ← Sur                 |

### Servicios alimentadores
Al interior del portal funcionan las siguientes rutas alimentadoras:
- 1.1 circular al barrio Álamos Norte
- 1.2 circular al barrio Garcés Navas
- 1.3 circular al barrio Villas de Granada
- 1.4 circular al barrio El Cortijo
- 1.5 circular al barrio Ciudadela Colsubsidio
- 1.6 circular al barrio Bolivia Oriental
- 1.7 circular al barrio Quirigua
- 1.8 circular al sector de la Calle 80
- 1.9 circular al barrio Villas del Dorado
- 1.10 circular a los barrios Bolivia - Bochica II

### Servicios urbanos
Así mismo funcionan las siguientes rutas urbanas del SITP en los costados externos al portal, circulando por los carriles de tráfico mixto sobre la Calle 80, con posibilidad de trasbordo usando la tarjeta TuLlave:
| Código | Sector                       | Dirección      | Rutas                    |
| ------ | ---------------------------- | -------------- | ------------------------ |
| 151A04 | D Br. El Madrigal            | AC 80 - KR 101 | D204D212L155L800 271 T21 |
| 016A04 | D Centro Comercial Portal 80 | AC 80 - KR 99  | D204 271 T21             |

### Servicios intermunicipales
También desde el Portal de la 80 salen buses intermunicipales con destino a los municipios aledaños como  Cota, Chía, Tenjo, Mosquera, Madrid, Facatativá, El Rosal, Funza y Subachoque.

## Ubicación geográfica
| Noroeste: Lisboa   | Norte: C Portal Suba | Nordeste: Engativá |
| Oeste: Terminal    |                      | Este: D Quirigua   |
| Suroeste: Engativá | Sur: Engativá        | Sureste: Engativá  |